# Дуб-Відун
Дуб-Відун — пам'ятка природи місцевого значення, розташована на території регіонального ландшафтного парку «Лиса гора» у Голосіївському районі м. Києва. Заповідана у грудні 2011 року.

## Опис
Дерево — дуб черещатий віком більше 300 років. Висота дерева 20 м, на висоті 1,3 м це дерево має в охопленні 4,18 м.

## Галерея

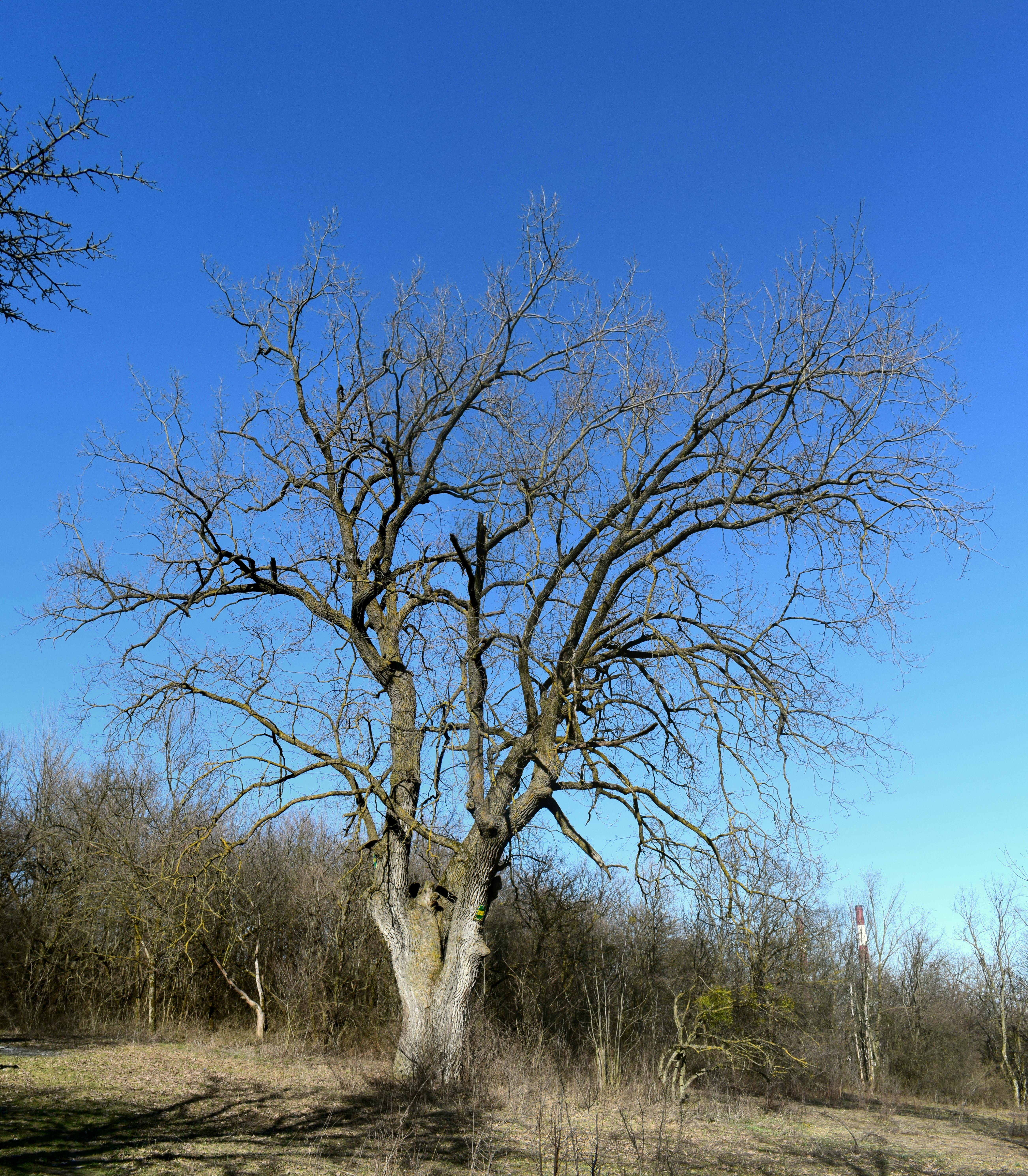
Дуб-Відун 8 квітня 2018 року
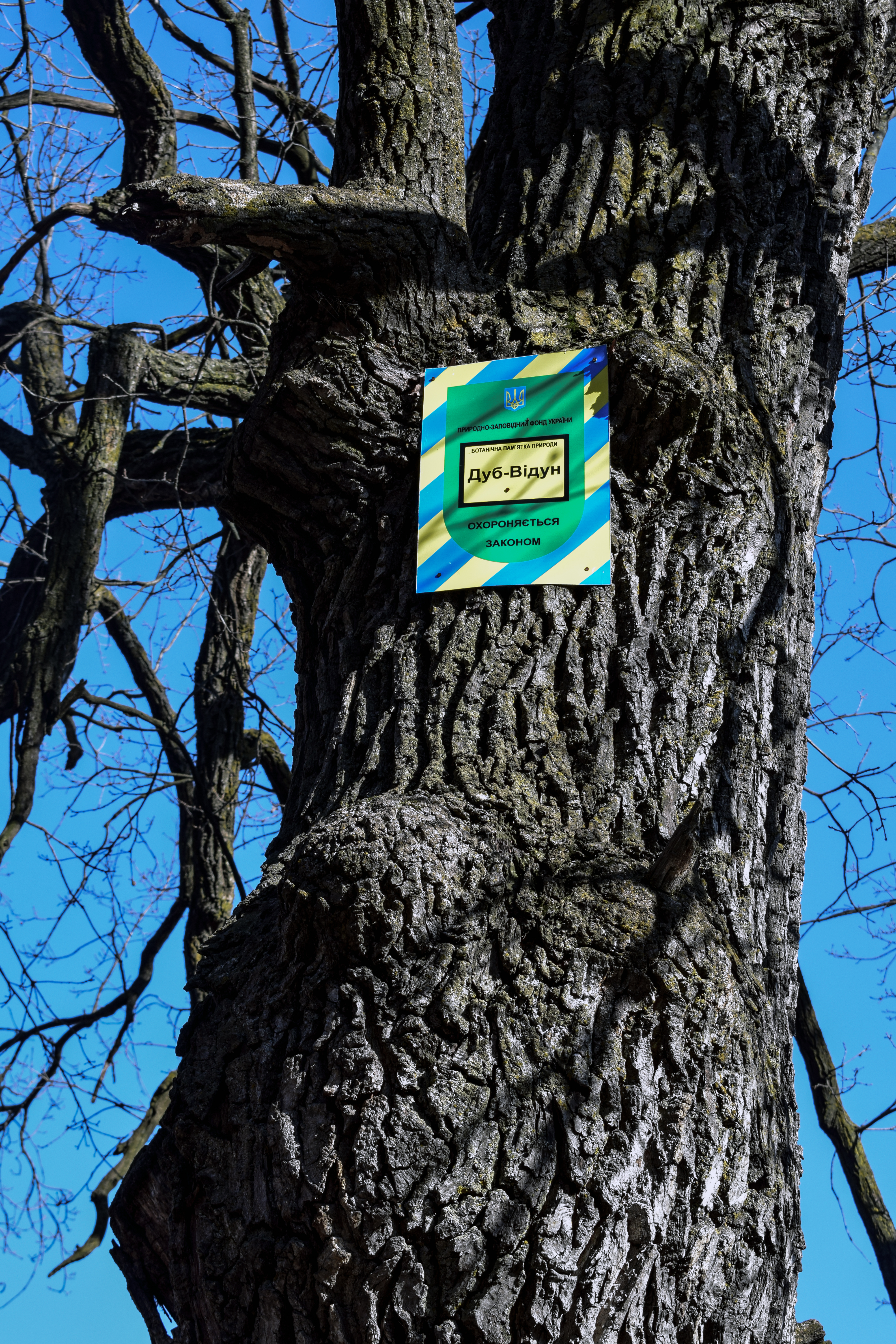
Табличка на Дубі-Відуні
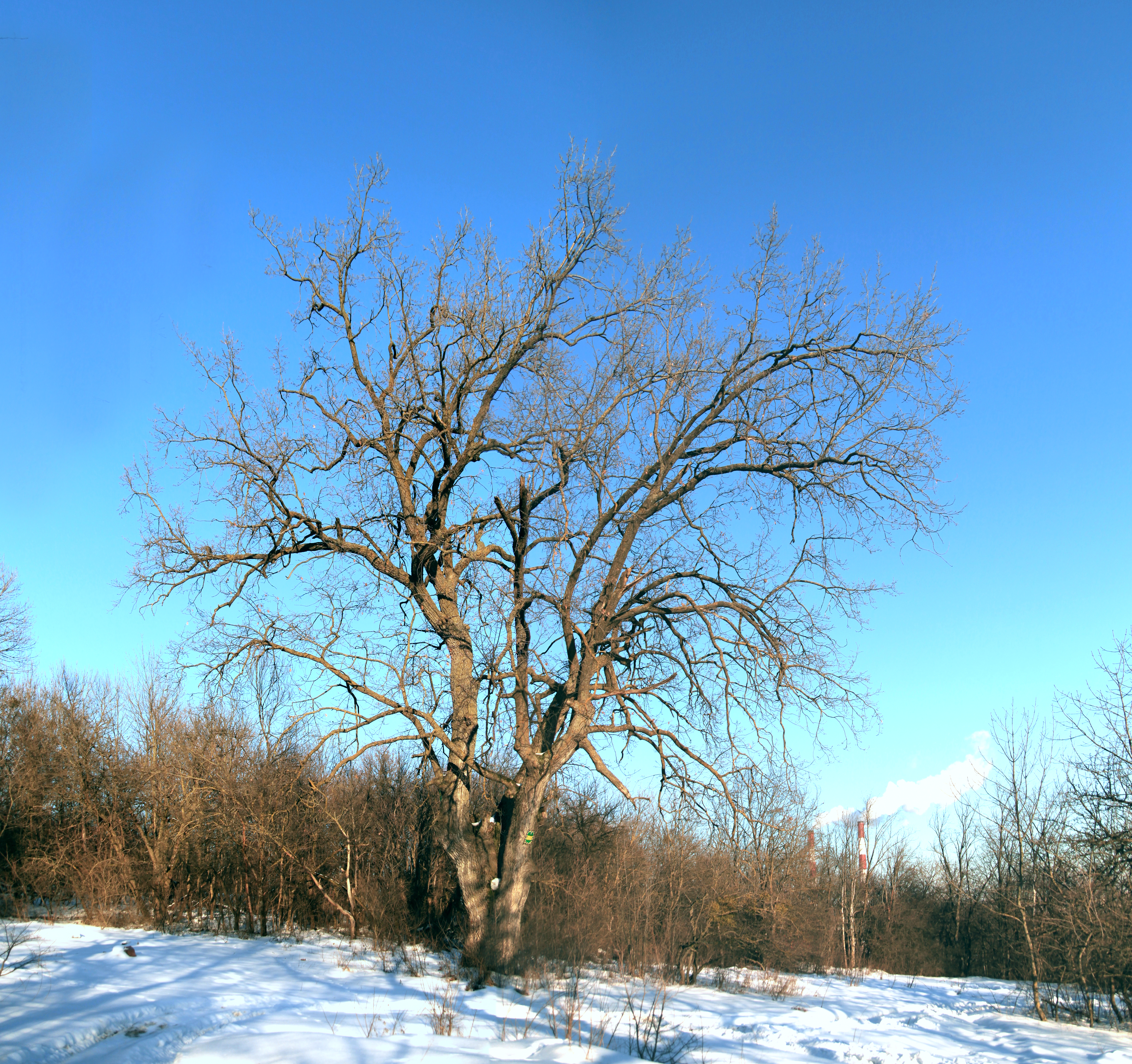
Дуб-Відун 19 січня 2019 року
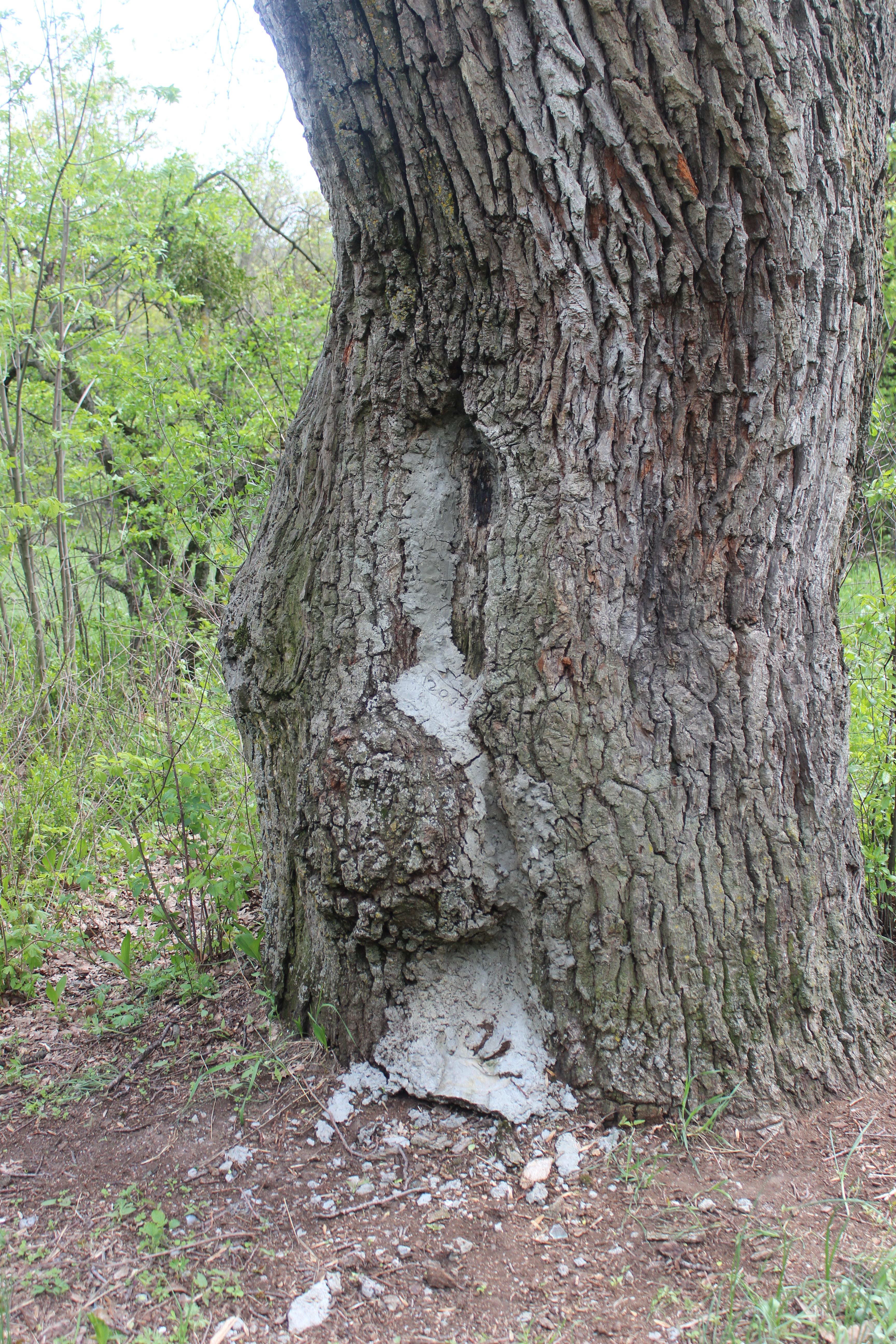
Дуб-Відун 24 квітня 2016 року